# Ford S-Max
Ford S-Max este un monovolum mare produs de Ford Motor Company. Introdus la Salonul auto de la Geneva, S-Max a fost pus în vânzare odată cu versiunea reproiectată a lui Ford Galaxy. Mașina este prezentată ca o alternativă sportivă la monovolumele tradiționale și are 7 locuri. Pe 13 noiembrie 2006 S-Max a fost votată mașina anului 2007 în Europa.

## Caracteristici

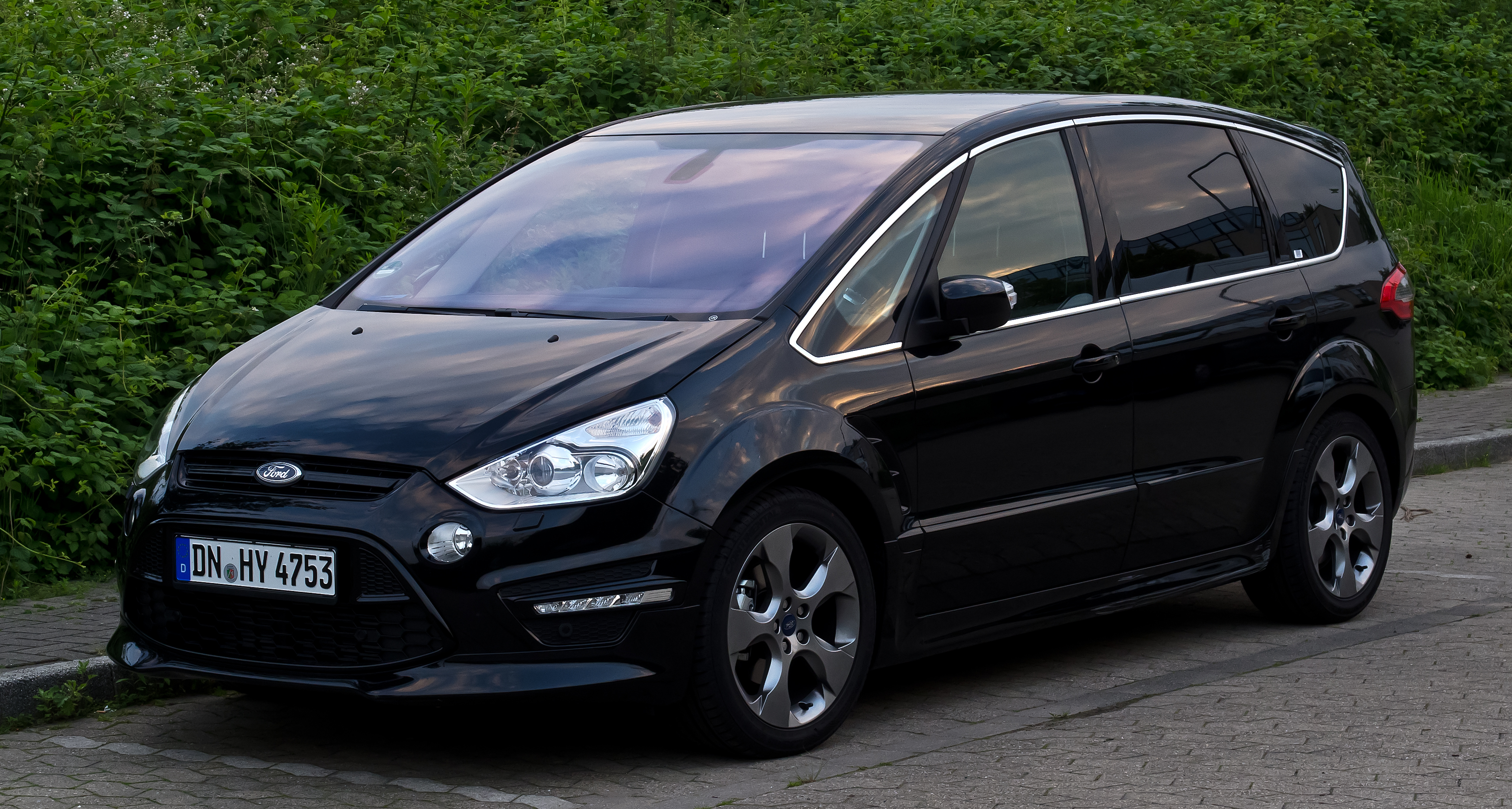
S-Max în ediţia Titanium

S-Max este prima mașină desenată în stilul Kinetic Design al lui Ford. Pe S-Max, Kinetic Design include faruri angulare, grile trapezoidale gemene și aripi ale roților mari.

## Motorizări
- 2.5 L Duratec turbo I5, 220 PS (217 hp/162 kW) (shared with the Ford Focus ST and Volvo C30/S40)
- 2.0 L Duratec I4, 145 PS (143 hp/107 kW)
- 1.8 L Duratorq TDCi I4, 125 PS (123 hp/92 kW)
- 2.0 L Duratorq ZSD TDCi I4, 130 PS (128 hp/96 kW)
- 2.0 L Duratorq ZSD TDCi I4, 140 PS (138 hp/103 kW)
- 2.2 L TDCi I4, 175 PS (173 hp)